# Kampung Galang Suka
Kampung Galang Suka is een bestuurslaag in het regentschap Deli Serdang van de provincie Noord-Sumatra, Indonesië. Kampung Galang Suka telt 2823 inwoners (volkstelling 2010).